# Rue du Pont-de-Lodi
Ne doit pas être confondu avec Rue de Lodi.
Pour les articles homonymes, voir Rue du Pont.
La rue du Pont-de-Lodi est une voie située dans le quartier de la Monnaie du 6e arrondissement de Paris, en France.

## Situation et accès
Longue de 101 mètres, elle commence 6, rue des Grands-Augustins et finit 17, rue Dauphine.

## Origine du nom
Cette voie doit son nom à la victoire de Bonaparte le 10 mai 1796, dite bataille du pont de Lodi, contre les troupes autrichiennes à Lodi lors de la campagne d’Italie.

## Historique
Formée en 1798 sur une longueur de 90 mètres à partir de la rue des Grands-Augustins, son ouverture a été imposée par l'État aux acquéreurs de l'ancien couvent des Grands-Augustins sur lequel elle est construite.
Elle prend sa dénomination par une décision de l'Administration centrale du 26 prairial an VI (14 juin 1798).

## Bâtiments remarquables et lieux de mémoire
- no 2 : école élémentaire.
- no 6 : emplacement d'une des deux galeries d'art contemporain de Kamel Mennour.

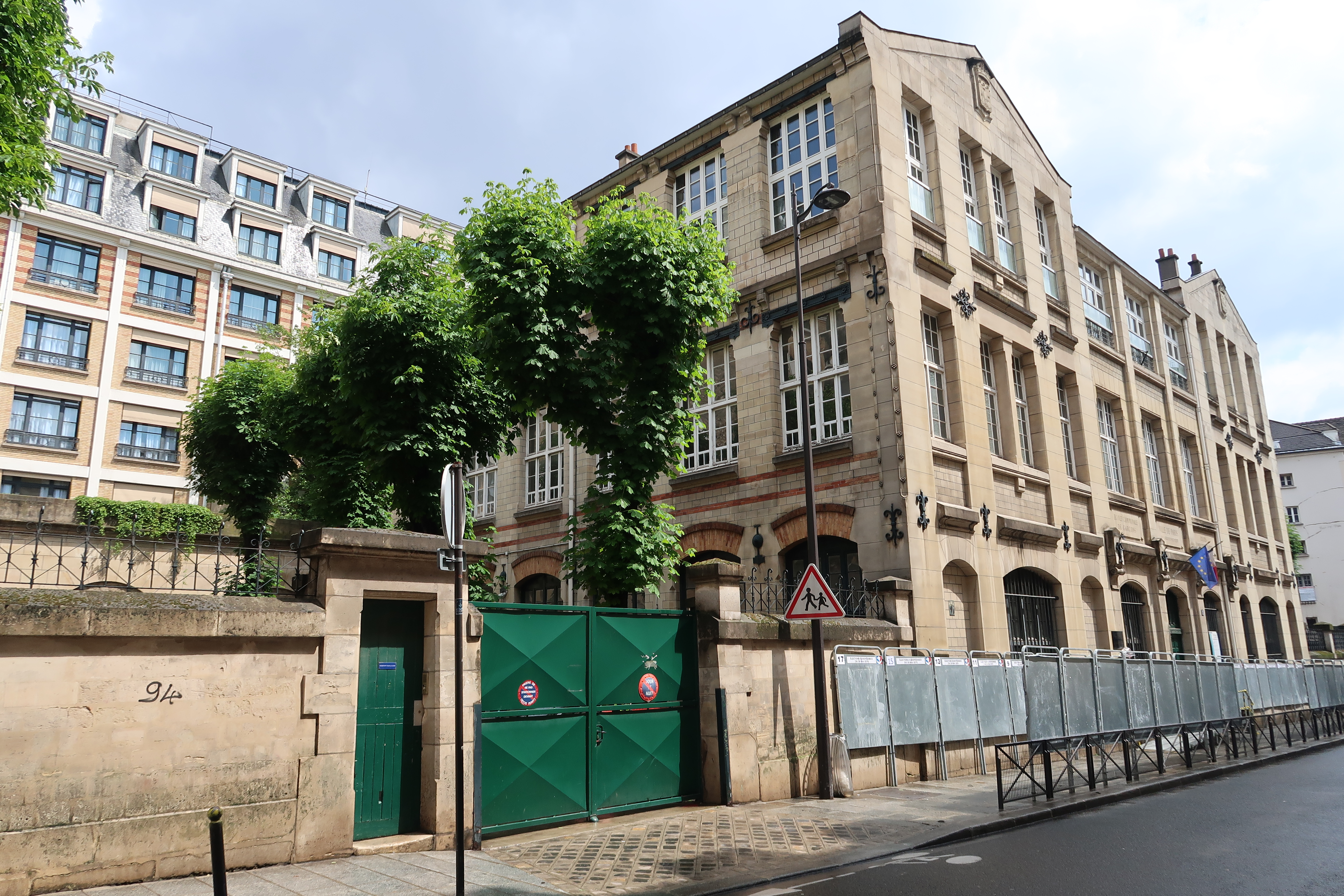
École au no 2.